# Wohn- und Geschäftshaus Bahnhofstraße 36

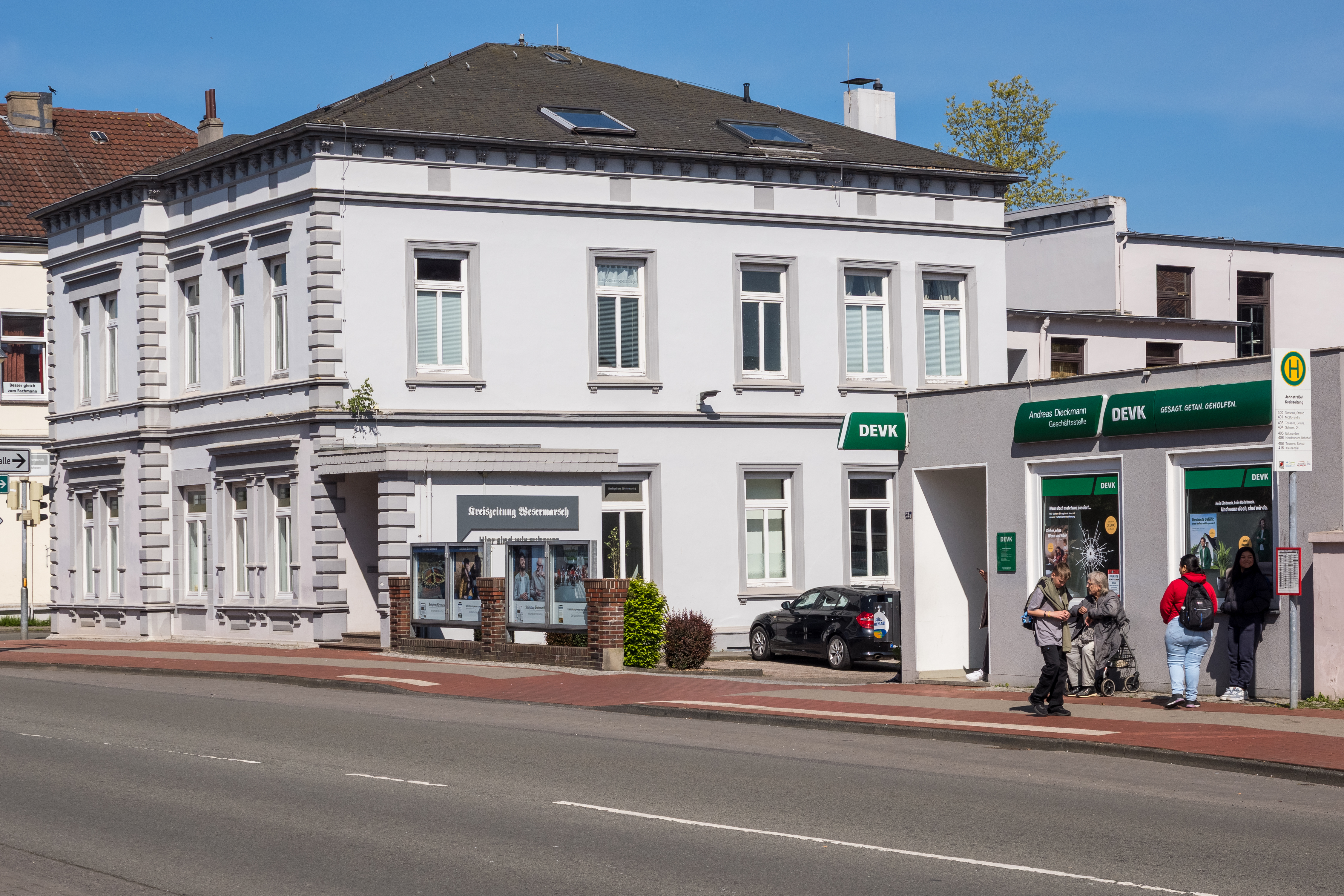
Verlagshaus der Kreiszeitung Wesermarsch.

Das Wohn- und Geschäftshaus Bahnhofstraße 36, Ecke Jahnstraße, im niedersächsischen Nordenham im Landkreis Wesermarsch stammt aus der zweiten Hälfte des 19. Jahrhunderts. Seit nach 1876 wird es als Verlagshaus der später so benannten Kreiszeitung Wesermarsch genutzt.
Das Gebäude steht unter Denkmalschutz (siehe auch Liste der Baudenkmale in Nordenham).

## Geschichte
Das zweigeschossige traufständige verputzte villenartige historisierende Eckgebäude im Stil des Neoklassizismus mit flachem Walmdach, markantem Traufgesims, Mezzanin, vorderem Risalit sowie Quaderung der Ecken, Pilaster unter einem Architrav zur Rahmung der EG-Fenster und einem geschossteilenden Gesimsband stammt von um 1860. Ein rechter späterer eingeschossiger Anbau dient als Eingang. Ein weiterer längerer zweigeschossiger neuerer Anbau dient auch der Kreiszeitung.
Das Landesdenkmalamt befand zur Bedeutung: „… geschichtlich, städtebaulich …“
Die Kreiszeitung Wesermarsch (KZW) ist eine Regionalzeitung für die nördliche Wesermarsch. Sie wurde 1876 als Butjadinger Zeitung. Unterhaltungs- u. Anzeigeblatt für d. Aemter Stollham u. Ovelgönne von Wilhelm Böning gegründet. Der Name und die Zusätze änderten sich öfters u. a. Friesische Landeszeitung, Nordenhamer Tageblatt und ab 1949 Kreiszeitung Wesermarsch. Aktuell wird der Mantel der Zeitung von der Redaktionsgemeinschaft Nordsee (Nordsee-Zeitung) aus Bremerhaven bezogen. Erwähnt im Kopf der Titelseite werden noch die Oldenburgische Unterweserzeitung, die Butjadinger Zeitung und der Weser-Bote.